# Gran Premio motociclistico di Gran Bretagna 1986
Il Gran Premio motociclistico di Gran Bretagna 1986 fu la nona gara del Motomondiale 1986. Si disputò il 2 e il 3 agosto 1986 sul circuito di Silverstone e vide le vittorie di Wayne Gardner nella classe 500, di Dominique Sarron nella classe 250, di August Auinger nella classe 125 e di Ian McConnachie nella classe 80. Tra i sidecar si è imposto l'equipaggio Egbert Streuer/Bernard Schnieders.

## Classe 500
Nella classe regina, dove la prima partenza è stata annullata a causa di numerose cadute ed è stato dato un secondo via, l'australiano Wayne Gardner ottiene la sua seconda vittoria dell'anno ma lo statunitense Eddie Lawson, giunto al terzo posto, resta in prima posizione nella classifica generale e ha ora 16 punti di vantaggio su Gardner e 17 su Randy Mamola.

### Arrivati al traguardo
| Pos. | Pilota              | Moto   | Tempo    | Griglia | Punti |
| ---- | ------------------- | ------ | -------- | ------- | ----- |
| 1    | Wayne Gardner       | Honda  | 51.24.03 | 1       | 15    |
| 2    | Didier de Radiguès  | Honda  | 51.33.39 | 9       | 12    |
| 3    | Eddie Lawson        | Yamaha | 51.34.66 | 3       | 10    |
| 4    | Robert McElnea      | Yamaha | 51.46.38 | 6       | 8     |
| 5    | Randy Mamola        | Yamaha | 52.11.59 | 2       | 6     |
| 6    | Raymond Roche       | Honda  | 52.30.36 | 7       | 5     |
| 7    | Niall Mackenzie     | Suzuki | 53.04.28 | 14      | 4     |
| 8    | Kenny Irons         | Suzuki | 53.05.14 | 19      | 3     |
| 9    | Ron Haslam          | ELF    | 53.08.27 | 13      | 2     |
| 10   | Wolfgang von Muralt | Suzuki | 53.13.34 | 21      | 1     |
| 11   | Roger Burnett       | Honda  | 1 giro   | 8       |       |
| 12   | Boet van Dulmen     | Honda  | 1 giro   | 18      |       |
| 13   | Ray Swann           | Suzuki | 1 giro   | 35      |       |
| 14   | Maarten Duyzers     | Suzuki | 1 giro   | 32      |       |
| 15   | Henk van der Mark   | Honda  | 2 giri   | 27      |       |
| 16   | Steve Williams      | Suzuki | 2 giri   | 34      |       |
| 17   | David Griffith      | Suzuki | 2 giri   | 38      |       |
| 18   | Mike Baldwin        | Yamaha | 2 giri   | 5       |       |
| 19   | Manfred Fischer     | Honda  | 2 giri   | 25      |       |
| 20   | Barry Woodland      | Suzuki | 3 giri   | 37      |       |
| 21   | Steve Manley        | Suzuki | 3 giri   | 33      |       |
| 22   | Alan Jeffery        | Suzuki | 3 giri   | 30      |       |
| 23   | Helmut Schütz       | Honda  | 5 giri   | 40      |       |

### Ritirati
| Pilota             | Moto   | Motivo | Griglia |
| ------------------ | ------ | ------ | ------- |
| Gary Lingham       | Suzuki |        | 31      |
| Christopher Bürki  | Honda  |        | 39      |
| Dennis Ireland     | Suzuki |        | 29      |
| Christian Le Liard | Honda  |        | 23      |
| Hennie Boerman     | Suzuki |        | 36      |
| Juan Garriga       | Cagiva |        | 16      |
| Simon Buckmaster   | Honda  |        | 20      |
| Mile Pajic         | Honda  |        | 24      |
| Fabio Biliotti     | Honda  |        | 22      |
| Christian Sarron   | Yamaha |        | 4       |
| Trever Nation      | Suzuki |        | 26      |
| Marco Gentile      | Fior   |        | 28      |
| Shungi Yatsushiro  | Honda  |        | 11      |
| Roger Marshall     | Honda  |        | 12      |
| Lars Johansson     | Suzuki |        | 41      |
| Paul Lewis         | Suzuki |        | 10      |
| Dave Petersen      | Suzuki |        | 15      |

### Non partito
| Pilota              | Moto   | Motivo | Griglia |
| ------------------- | ------ | ------ | ------- |
| Pierfrancesco Chili | Suzuki |        | 17      |

## Classe 250
Nella quarto di litro si è registrata la prima vittoria nel motomondiale per il francese Dominique Sarron che ha preceduto il venezuelano Carlos Lavado e lo spagnolo Sito Pons. La lotta per il titolo iridato è ormai circoscritta agli ultimi due, con Lavado che ha ora un margine di 15 punti su Pons.

### Arrivati al traguardo
| Pos. | Pilota                 | Moto      | Tempo    | Griglia | Punti |
| ---- | ---------------------- | --------- | -------- | ------- | ----- |
| 1    | Dominique Sarron       | Honda     | 44.41.76 | 9       | 15    |
| 2    | Carlos Lavado          | Yamaha    | 44.57.21 | 1       | 12    |
| 3    | Sito Pons              | Honda     | 45.02.87 | 3       | 10    |
| 4    | Reinhold Roth          | Honda     | 45.04.40 | 18      | 8     |
| 5    | Carlos Cardús          | Honda     | 45.12.51 | 23      | 6     |
| 6    | Virginio Ferrari       | Honda     | 45.15.28 | 39      | 5     |
| 7    | Jean-Michel Mattioli   | Yamaha    | 45.35.82 | 10      | 4     |
| 8    | Stéphane Mertens       | Yamaha    | 45.47.28 | 16      | 3     |
| 9    | Martin Wimmer          | Yamaha    | 45.57.12 | 2       | 2     |
| 10   | Niall Mackenzie        | Armstrong | 46.18.74 | 22      | 1     |
| 11   | Carl Fogarty           | Yamaha    | 1 giro   | 31      |       |
| 12   | Maurizio Vitali        | Garelli   | 1 giro   | 7       |       |
| 13   | Osamu Hiwatashi        | Honda     | 1 giro   | 29      |       |
| 14   | Jean Foray             | Yamaha    | 1 giro   | 26      |       |
| 15   | Donnie McLeod          | Armstrong | 1 giro   | 30      |       |
| 16   | Herbert Besendörfer    | Yamaha    | 1 giro   | 36      |       |
| 17   | Gary Cowan             | Yamaha    | 1 giro   | 25      |       |
| 18   | Harald Eckl            | Honda     | 2 giri   | 6       |       |
| 19   | René Delaby            | Rotax     | 2 giri   | 40      |       |
| 20   | Jean-Louis Guignabodet | MIG       | 2 giri   | 21      |       |
| 21   | Steve Chambers         | Yamaha    | 3 giri   | 37      |       |
| 22   | Rob Orme               | Yamaha    | 3 giri   | 35      |       |

### Ritirati
| Pilota               | Moto        | Motivo | Griglia |
| -------------------- | ----------- | ------ | ------- |
| Pierre Bolle         | Parisienne  |        | 4       |
| Jean-François Baldé  | Honda       |        | 5       |
| Jean-Louis Tournadre | Yamaha      |        | 8       |
| Gary Noël            | EMC         |        | 11      |
| Jacques Cornu        | Honda       |        | 12      |
| Siegfried Minich     | Honda       |        | 13      |
| Tadahiko Taira       | Yamaha      |        | 14      |
| Stefano Caracchi     | Aprilia     |        | 15      |
| Anton Mang           | Honda       |        | 17      |
| Loris Reggiani       | Aprilia     |        | 19      |
| Roland Freymond      | Yamaha      |        | 20      |
| Christian Boudinot   | Cobas       |        | 24      |
| Alan Carter          | Cobas-Rotax |        | 27      |
| Fausto Ricci         | Honda       |        | 28      |
| Mar Schouten         | Honda       |        | 32      |
| Nigel Bosworth       | Yamaha      |        | 34      |
| Peter Hubbard        | Rotax       |        | 38      |
| Bruno Bonhuil        | Honda       |        | 33      |

## Classe 125
Nell'ottavo di litro seconda vittoria stagionale per un pilota non dotato di moto Garelli: in questo caso si è trattato dell'austriaco August Auinger che ha preceduto i due italiani Domenico Brigaglia e Luca Cadalora. Quest'ultimo aumenta così il vantaggio in classifica sul compagno di squadra Fausto Gresini, ora staccato di 12 punti.

### Arrivati al traguardo
| Pos. | Pilota             | Moto    | Tempo    | Griglia | Punti |
| ---- | ------------------ | ------- | -------- | ------- | ----- |
| 1    | August Auinger     | MBA     | 38.54.57 | 3       | 15    |
| 2    | Domenico Brigaglia | Ducados | 39.03.55 | 7       | 12    |
| 3    | Luca Cadalora      | Garelli | 39.06.28 | 2       | 10    |
| 4    | Johnny Wickström   | Tunturi | 39.14.74 | 10      | 8     |
| 5    | Lucio Pietroniro   | MBA     | 39.25.48 | 16      | 6     |
| 6    | Willy Pérez        | Zanella | 39.25.67 | 26      | 5     |
| 7    | Jussi Hautaniemi   | MBA     | 39.32.26 | 18      | 4     |
| 8    | Olivier Liégeois   | Assmex  | 39.44.33 | 8       | 3     |
| 9    | Ezio Gianola       | MBA     | 39.46.21 | 4       | 2     |
| 10   | Pier Paolo Bianchi | MBA     | 39.46.69 | 17      | 1     |
| 11   | Håkan Olsson       | MBA     | 40.14.05 | 21      |       |
| 12   | Alfred Waibel      | MBA     | 40.30.97 | 15      |       |
| 13   | Jacques Hutteau    | MBA     | 40.54.50 | 11      |       |
| 14   | Wilhelm Lücke      | MBA     | 1 giro   | 25      |       |
| 15   | Jean-Claude Selini | MBA     | 1 giro   | 24      |       |
| 16   | Mick McGarrity     | MBA     | 1 giro   | 36      |       |
| 17   | Ton Spek           | MBA     | 1 giro   | 33      |       |
| 18   | Fernando Gonzales  | MBA     | 1 giro   | 35      |       |
| 19   | Brian Reid         | MBA     | 2 giri   | 38      |       |
| 20   | Boy van Erp        | MBA     | 2 giri   | 27      |       |

### Ritirati
| Pilota             | Moto    | Motivo | Griglia |
| ------------------ | ------- | ------ | ------- |
| Bruno Kneubühler   | MBA     |        | 1       |
| Fausto Gresini     | Garelli |        | 5       |
| Thierry Feuz       | MBA     |        | 6       |
| Ángel Nieto        | MBA     |        | 9       |
| Paolo Casoli       | MBA     |        | 12      |
| James Whitham      | MBA     |        | 13      |
| Anton Straver      | MBA     |        | 14      |
| Robin Milton       | MBA     |        | 19      |
| Andrés Sánchez     | MBA     |        | 20      |
| David Lowe         | MBA     |        | 23      |
| Ivan Troisi        | MBA     |        | 26      |
| Jan Eggens         | LCR     |        | 28      |
| Esa Kytölä         | MBA     |        | 29      |
| Eric Gijsel        | MBA     |        | 30      |
| Dirk Hafeneger     | MBA     |        | 31      |
| Thierry Maurer     | MBA     |        | 32      |
| Patrick Daudier    | PMDF    |        | 34      |
| Giuseppe Ascareggi | MBA     |        | 37      |
| Bady Hassaine      | MBA     |        | 39      |
| Shaun Simpson      | MBA     |        | 40      |

## Classe 80
La gara della minor cilindrata del mondiale è stata disputata al sabato e ha visto la prima vittoria iridata in carriera del britannico Ian McConnachie che ha preceduto lo svizzero Stefan Dörflinger e lo spagnolo Jorge Martínez.
Con due sole prove ancora da disputare e 17 punti di vantaggio sui piloti che lo seguono, Jorge Martínez è ormai quasi campione iridato

### Arrivati al traguardo
| Pos. | Pilota             | Moto      | Tempo    | Griglia | Punti |
| ---- | ------------------ | --------- | -------- | ------- | ----- |
| 1    | Ian McConnachie    | Krauser   | 26.20.70 | 4       | 15    |
| 2    | Stefan Dörflinger  | Krauser   | 26.21.09 | 1       | 12    |
| 3    | Jorge Martínez     | Derbi     | 26.41.01 | 2       | 10    |
| 4    | Manuel Herreros    | Derbi     | 26.41.17 | 8       | 8     |
| 5    | Hans Spaan         | Casal     | 26.41.59 | 3       | 6     |
| 6    | Gerhard Waibel     | Krauser   | 27.15.21 | 6       | 5     |
| 7    | Gerd Kafka         | Krauser   | 27.17.36 | 9       | 4     |
| 8    | Alex Barros        | Autisa    | 27.25.36 | 11      | 3     |
| 9    | Wilco Zeelenberg   | Casal     | 27.35.34 | 10      | 2     |
| 10   | Domingo Gil Blanco | Autisa    | 27.35.49 | 19      | 1     |
| 11   | Rainer Kunz        | Ziegler   | 27.42.95 | 18      |       |
| 12   | Reiner Scheidhauer | Seel      | 27.47.42 | 13      |       |
| 13   | Herri Torrontegui  | Autisa    | 27.47.60 | 21      |       |
| 14   | Chris Baert        | Seel      | 1 giro   | 17      |       |
| 15   | Günter Schirnhofer | Krauser   | 1 giro   | 23      |       |
| 16   | Jos van Dongen     | Krauser   | 1 giro   | 20      |       |
| 17   | James Whitham      | Krauser   | 1 giro   | 31      |       |
| 18   | Stefan Brägger     | Krauser   | 1 giro   | 28      |       |
| 19   | Felix Rodríguez    | Autisa    | 1 giro   | 15      |       |
| 20   | Thomas Engl        | Krauser   | 1 giro   | 30      |       |
| 21   | Aad Wijsman        | Special   | 1 giro   | 29      |       |
| 22   | Steve Lawton       | Eberhardt | 1 giro   | 34      |       |
| 23   | Dennis Batchelor   | Krauser   | 1 giro   | 35      |       |
| 24   | Richard Bay        | Maico     | 1 giro   | 26      |       |
| 25   | Stephen Dale       | Casal     | 1 giro   | 36      |       |

### Ritirati
| Pilota            | Moto    | Motivo | Griglia |
| ----------------- | ------- | ------ | ------- |
| René Dünki        | Krauser |        | 27      |
| Bertus Grinwis    | Krauser |        | 32      |
| Luis Miguel Reyes | Autisa  |        | 7       |
| Kees Besseling    | CJB     |        | 24      |
| Henk van Kessel   | Krauser |        | 12      |
| Juan Ramón Bolart | Autisa  |        | 22      |
| Stuart Edwards    | Huvo    |        | 37      |
| Steve Mason       | Huvo    |        | 33      |
| Theo Timmer       | Huvo    |        | 16      |
| Reiner Koster     | Kroko   |        | 25      |
| Ángel Nieto       | Derbi   |        | 5       |
| Josef Fischer     | Krauser |        | 14      |

## Classe sidecar
Come la gara della classe 80, anche quella dei sidecar si è disputata al sabato, giornata condizionata da un forte vento che ha costretto gli organizzatori a modificare gli orari delle corse in programma. La vittoria è andata all'equipaggio olandese Egbert Streuer-Bernard Schnieders, che ha battuto dopo un lungo duello Steve Webster-Tony Hewitt. Ritirati per problemi tecnici i leader del mondiale Alain Michel-Jean-Marc Fresc, così come, ancora una volta, gli ex-campioni Rolf Biland-Kurt Waltisperg.
In classifica la leadership passa a Webster, a 61 punti, incalzato da Streuer a 60 mentre Michel è fermo a 54.

### Arrivati al traguardo (posizioni a punti)[5]
| Pos | Pilota          | Passeggero         | Moto          | Tempo    | Punti |
| --- | --------------- | ------------------ | ------------- | -------- | ----- |
| 1   | Egbert Streuer  | Bernard Schnieders | LCR-Yamaha    | 31'14"83 | 15    |
| 2   | Steve Webster   | Tony Hewitt        | LCR-Yamaha    | 31'16"05 | 12    |
| 3   | Markus Egloff   | Urs Egloff         | LCR-Yamaha    | 31'38"15 | 10    |
| 4   | Alfred Zurbrügg | Martin Zurbrügg    | LCR-Yamaha    | 31'40"65 | 8     |
| 5   | Masato Kumano   | Helmut Diehl       | LCR-Yamaha    | 31'51"15 | 6     |
| 6   | Derek Jones     | Brian Ayres        | LCR-Yamaha    | 31'59"83 | 5     |
| 7   | Frank Wrathall  | Kerry Chapman      | LCR-Yamaha    |          | 4     |
| 8   | Graham Gleeson  | Ian Colquhoun      | LCR-Yamaha    |          | 3     |
| 9   | René Progin     | Yvan Hunziker      | Seymaz-Yamaha |          | 2     |
| 10  | Mick Barton     | Graham Rose        | LCR-Yamaha    |          | 1     |